# Научная библиотека МГУ
Научная библиотека Московского государственного университета имени М. В. Ломоносова — универсальная библиотека при Московском государственном университете в Москве. Библиотека Московского университета — старейшая университетская библиотека России, основана в 1755 году. Торжественное открытие библиотеки состоялось 3 июля 1756 г.. Фонды включают более 10 миллионов экземпляров. Библиотека является получателем обязательного экземпляра печатных изданий, выпущенных в России. Также в фонде хранится более 50 личных библиотек выдающихся деятелей отечественной науки и культуры и профессоров университета. В структуре библиотеки: Фундаментальная библиотека МГУ, отделы обслуживания при факультетах.

## История
Библиотека была основана одновременно с университетом в 1755 году, открыта в 1756. С 1759 года получает по одному экземпляру всех книг, имевшихся при московском Печатном дворе.
Библиотека и все научные кабинеты и лаборатории университета помещались в доме у Воскресенских ворот. Первоначально библиотека не располагала своим собственным помещением, иногда в её стенах читались лекции, она служила ещё и музеем редкостей, «всяких драгоценных приношений и приобретений», передаваемых в дар Московскому университету, в ней хранились также инструменты и приборы физического кабинета. В 1770 году у библиотеки появилось собственное помещение.
С момента основания до открытия библиотеки при Румянцевском музее (1861) библиотека Московского университета была единственной публичной библиотекой в Москве, открытой для всех, «любящих чтение».
Первоначально штат библиотеки состоял из библиотекаря, то есть директора (назначавшегося, как правило, из числа ординарных профессоров университета), суббиблиотекаря (из числа магистров) и кустоса (из числа студентов). Первым «обербиблиотекариусом» считается поэт М. М. Херасков, которому по указанию куратора университета И. И. Шувалова было поручено «смотрение» за библиотекой и руководство типографией университета.
Пожар 1812 года уничтожил почти всю библиотеку (свыше 20 тыс. томов), которая была спрятана в полуподвальном помещении главного корпуса университета, полностью была утрачена и учебная библиотека. Уцелела лишь небольшая часть книг — 51 экземпляр редчайших книг и 12 древнейших рукописей, отправленных в конце августа 1812 в составе университетского обоза в Нижний Новгород. После окончания Отечественной войны Совет университета принял решение обратиться к общественности с приглашением «к посильным пожертвованиям книгами, или другим образом, для скорейшего восстановления» университетской библиотеки, о чём в газете «Московские ведомости» было напечатано обращение «Ко всем любителям отечественного просвещения» (12.7.1813).
В 1813 году начинается восстановление библиотеки. С 1822 по 1832 год директором библиотеки был Ф. Ф. Рейсс. При нем созданы алфавитный и систематический каталоги, в библиотеке до сих пор частично используется разработанная Рейссом схема библиотечной классификации. В 1901 году открыто отдельное здание Фундаментальной библиотеки на Моховой улице.
В 2005 году открылась новая Фундаментальная библиотека МГУ в здании на Ломоносовском проспекте, 27 (Интеллектуальный центр — Фундаментальная библиотека МГУ), в которую переехал основной гуманитарный фонд литературы из старого здания на Моховой, 9. В новом здании разместились читальные залы по гуманитарным и естественным отраслям знания, справочно-библиографический отдел, отдел диссертаций, отдел устной истории, частично размещены коллекции Отдела редких книг и рукописей.
В Научной библиотеке действует электронный заказ литературы с сайта библиотеки.

### Фонд «Устная история»
В 1991 году при Научной библиотеке был создан Отдел устной истории. В его фонде около 2 тыс. единиц хранения (магнитофонные записи и текстовые копии бесед по истории русской культуры и науки XX века. Фонд «Устная история» — некоммерческая организация, созданная в 2010 году на базе Отдела устной истории Научной библиотеки МГУ имени М. В. Ломоносова для проведения просветительской и исследовательской деятельности средствами и методом устной истории. Работа по собиранию аудиозаписей бесед с деятелями науки и культуры была начата филологом и архивистом В. Д. Дувакиным в 1967 году на межфакультетской кафедре научной информации МГУ. Будучи исследователем творчества Маяковского и поэзии первой трети XX века, первые свои записи Дувакин сделал, беседуя с людьми, знавшими поэта. Впоследствии тематика записей значительно расширилась. Своими воспоминаниями делились ученые, художники, краеведы, музейщики, актеры, архитекторы. Особое место заняли записи по истории Московского университета, отечественного образования и науки в целом, истории русского зарубежья, русского авангарда. За пятнадцать лет работы Дувакиным было записано более семисот бесед.
Фонд и Научная библиотека МГУ — лауреаты премии «Свободные знания» (2016).
Отдел диссертаций
1 сентября 2006 г. в здании Фундаментальной библиотеки (Ломоносовский пр-т, 27) организован Отдел диссертаций, включающий в свой фонд более 80 тысяч диссертаций и авторефератов, защищенных в МГУ имени М. В. Ломоносова с 1930-х годов по настоящее время. Доступ к диссертациям открыт в читальном зале нового здания Библиотеки по предварительному электронному заказу.

## Архитектурные особенности
Проект здания Научной библиотеки МГУ родился в конце 80-х годов и продолжает линию заданную зданием Президиума Академии наук, представляя поздний пример архитектуры эпохи модернизма с элементами «лужковского стиля». Архитекторы: Александр Кузьмин, Юрий Григорьев, Глеб Цытович (ГАП), Светлана Вельямидова, Светлана Бурмистрова, Елизавета Решетняк и Виктор Панов. В основании сооружения лежит стилобат с подземными техническими этажами, которые венчает антикизированный портик на фоне золотистого стекла фланируют мраморные ризалиты увенчанные грузным кубическим объемом. Интерьеры парадных помещений и конференц-залов как и всё здание облицованы мрамором и гранитом с обилием золоченых элементов.